# Statu-quo
Termenul statu-quo (câteodată scris și status-quo) provine din limba latină și face referire la o stare care a existat înainte și se menține și în prezent. Ca exemplu, status-quo teritorial se referă la menținerea neschimbată a granițelor unui stat. 